# Dropkick Murphys
Dropkick Murphys is een Amerikaanse punkband afkomstig Quincy, Massachusetts die werd opgericht in 1996. De muziekstijl van de band is een combinatie van Ierse folk en zwaardere punkmuziek. De leden komen uit een Iers-katholieke arbeidersbuurt. Aanvankelijk experimenteerde de band met het mengen van punk, Ierse folk, rockmuziek en hardcore tot een eigen stijl. De stijl is mede geïnspireerd door groepen als Stiff Little Fingers, The Pogues, AC/DC, The Clash, The Misfits en Motörhead.

## Geschiedenis

### Het begin (1996-1998)
Dropkick Murphys werd opgericht in 1996 in Quincy, Massachusetts en bestond aanvankelijk uit zanger Mike McColgan, basgitarist en zanger Ken Casey, gitarist Rick Barton en drummer Jeff Erna. Erna zou het jaar daarop al worden vervangen door Matt Kelly. De naam van de band verwijst naar een plaatselijk ontwenningscentrum. De eerste shows van de band werden gespeeld in de kelder van de kapperszaak van een vriend. Kort hierna begon de band met tournees en het schrijven van nieuwe muziek. Dropkick Murphys kreeg voor het eerst succes in 1997, toen de band meerdere malen als supportband voor The Mighty Mighty Bosstones optraden.
Na een aantal ep's te hebben uitgebracht tekende de band in 1997 een contract bij het platenlabel Hellcat Records. In 1998 werd het debuutalbum uitgegeven, getiteld Do or Die. Het album werd geproduceerd door Lars Frederiksen, die vooral bekend is voor diens werk als gitarist in de punkband Rancid.
In 1998 verliet McColgan de band. Zijn rol werd overgenomen door Al Barr. Barrs eerste werk met de band is de single "Curse of a Fallen Soul" (1998).

### Hellcat Records (1998-2007)

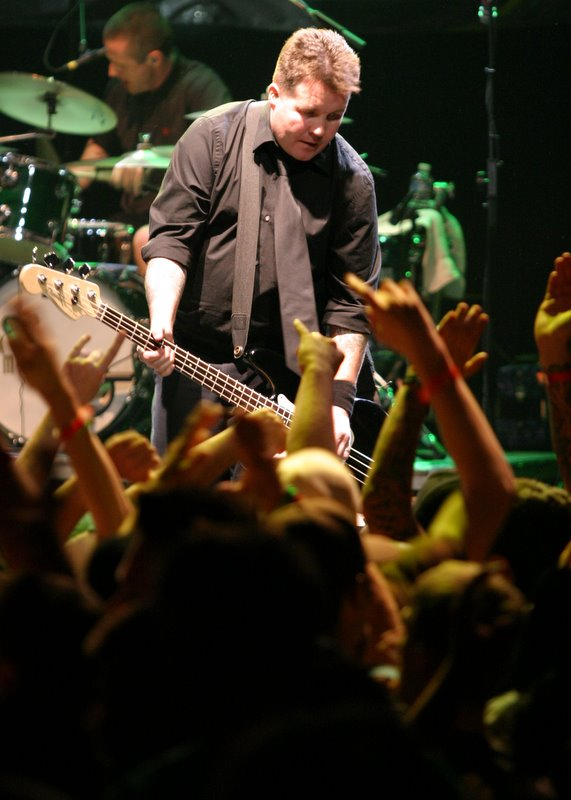
Ken Casey in 2007

Op 9 maart 1999 werd het tweede studioalbum van de band uitgegeven, dat tevens het eerste studioalbum met Barr als zanger is. Het album is getiteld The Gang's All Here. De stijl van de muziek op het album neigt meer naar de hardcore punk dan dat van het debuutalbum en ontleent tegelijkertijd meer invloeden uit de Ierse folkmuziek. De band kreeg voor het eerst mainstream succes toen het nummer "10 Years of Service" van The Gang's All Here en de bijhorende videoclip airplay ontving in het MTV-programma 120 Minutes. 
De band organiseerde vervolgens een jaar durende tournee om het album te promoten. Eind 1999 bracht de band samen met de Engelse band The Business een split-single uit getiteld "Mob Mentality". Een jaar later brachten de bands een gelijknamig studioalbum uit waarop de twee bands nummers van elkaar coveren, tezamen met covers van andere artiesten en bands.
Tijdens de opnamesessies van het derde studioalbum in 2000, besloot Rick Barton de band te verlaten. Later maakte Barton bekend dat dit het gevolg was van de hoog opgelopen persoonlijke spanning die tussen hem en Casey was ontstaan. Na Bartons vertrek kwamen er vier nieuwe leden bij de band spelen: gitarist James Lynch, gitarist Marc Orrell, mandolinist en tinwhistlespeler Ryan Foltz en doedelzakspeler Robbie "Spicy McHaggis" Mederios. Mederios zou uiteindelijk Joe Delaney vervangen.
Het derde studioalbum, getiteld Sing Loud, Sing Proud!, werd uiteindelijk uitgegeven op 9 februari 2001. De singles en muziekvideo's die het album voortbracht waren "The Spicy McHaggis Jig", "The Gauntlet" en een cover van "The Wild Rover". De uitgave van het album werd gevolgd door een tournee. 
In 2002 speelde Dropkick Murphys drie concerten in Boston tijdens het weekend van St. Patrick's Day, die werden opgenomen. Het resultaat van deze opnames was het album Live on St. Patrick's Day from Boston, MA, het eerste livealbum van de band. Het werd uitgegeven in september 2002. Deze concerten tijdens St. Patrick's Day zouden een jaarlijkse traditie worden.
Begin 2003, na de tournee die volgde na de uitgave van Sing Loud, Sing Proud, besloot McHaggis de band te verlaten. Hij werd vervangen door de Canadese doedelzakspeler Scruffy Wallace. Kort hierna verliet ook Foltz de band. Hij werd vervangen door Tim Brennan. Het vierde studioalbum van Dropkick Murphys, getiteld Blackout, werd uitgegeven op 10 juni 2003. De band scoorde een radiohit met het nummer "Walk Away". Het nummer "Fields of Athenry" deed het ook goed. Op het album staat ook het nummer "The Dirty Glass" waar zangeres Stephanie Dougherty aan heeft meegewerkt.
Rond deze tijd werkte de band ook aan het nummer "Tessie", dat al sinds lange tijd het themanummer van de Boston Red Sox is. Deze aangepaste versie van het nummer werd toen het werd uitgebracht in het stadion bij wedstrijden gedraaid. Het nummer werd ook gebruikt in de soundtracks van de film Fever Pitch en het videospel MVP Baseball 2005.
In 2005 werd het verzamelalbum Singles Collection, Volume 2 uitgegeven. Het album bevat covers, moeilijk te verkrijgen nummers en nummers die voorheen niet waren uitgegeven. Dit jaar werd verscheen ook het nummer "We Got the Power" op het compilatiealbum Rock Against Bush, Vol. 2 van Fat Wreck Chords. "We Got the Power" werd opgenomen tijdens de opnamesessies voor Blackout.
Het vijfde studioalbum, getiteld The Warrior's Code, zou het laatste album van de band worden dat via Hellcat Records werd uitgegeven. Het album werd uitgegeven op 21 juni 2005 en bevat de singles "Sunshine Highway" en "The Warrior's Code", alsook de bonustrack "Tessie". The Warrior's Code bevat ook het nummer "I'm Shipping Up to Boston", dat later te horen was in de film The Departed (2006). Met dit nummer bereikte de band een groter mainstream publiek dan voorheen.

### Born & Bred Records (2007-heden)
In september 2007 werd het studioalbum The Meanest of Times uitgegeven via Born & Bred Records, het platenlabel van Dropkick Murphys zelf. The Meanest of Times bereikte de 20ste plek in de Amerikaanse hitlijsten en is daarmee de hoogste plek die de band tot op heden heeft behaald. De eerste single van het album, "The State of Massachusetts", werd een hit en werd gebruikt als openingsnummer voor het MTV-programma Nitro Circus.
In januari 2008 kondigde gitarist Marc Orrell aan na acht jaar uit de band te stappen, omwille van zijn wens om zich op andere muzikale projecten te richten. Tim Brennan nam vervolgens Orrells positie als gitarist over en Jeff DaRosa nam de taken van Brennan op zich. Met deze formatie ging de band in 2008 op tournee. Op 10 juli 2008, tijdens een concert in het LeLacheur Park in Lowell, maakte de band bekend dat ze daar een livealbum op zouden nemen. Op 16 maart 2010 werd het tweede livealbum van de band uitgegeven, getiteld Live on Lansdowne, Boston MA. Dit album bevatte ook de eerste live-dvd van de band.
Het zevende studioalbum, getiteld Going Out in Style, werd uitgegeven op 1 maart 2011. Het album werd positief ontvangen en bevat gastoptredens van Bruce Springsteen, Fat Mike, Chris Cheney en Lenny Clarke. De titeltrack werd samen met een bijhorende videoclip uitgegeven als de eerste single van het album. Een paar weken later werd er een tweede videoclip uitgegeven, ditmaal voor de single "Memorial Day".
Op 23 december 2011 werd aangekondigd dat het werk aan het achtste studioalbum was begonnen. In april 2012 begonnen de opnames en aanvankelijk zou het album in september dat jaar uitgegeven worden. Op Download Festival in 2012 maakte de band vervolgens bekend dat het werk was afgerond. De nummers "Shark Attack", "Rose Tattoo" en "Road Rise" werden voor de uitgave al live gespeeld. Signed and Sealed in Blood werd uiteindelijk uitgegeven op 8 januari 2013. Het album bracht vier singles voort: "Rose Tattoo", "The Season's Upon Us", "The Boys Are Back" en "Out of Our Heads".
Op 22 januari 2015 maakte de band bekend dat Josh "Scruffy" Wallace de band na twaalf jaar zou verlaten. Lee Forshner trad vervolgens tot de band toe als vervanging voor Wallace.
Het negende studioalbum, getiteld 11 Short Stories of Pain & Glory, werd uitgegeven op 6 januari 2017. Het album bracht drie singles voort: "Blood", "You'll Never Walk Alone" en "Paying My Way".

## Leden

### Huidige leden
- Al Barr - zang (1998-heden)
- Ken Casey - basgitaar en zang (1996-heden)
- Matt Kelly - drums, bodhrán en zang (1997-heden)
- James Lynch - gitaar en zang (2000-heden)
- Tim Brennan - gitaar, accordeon en zang (2003-heden)
- Jeff DaRosa - akoestische gitaar, banjo, bouzouki, keyboard, mandoline, fluit, orgel en zang (2008-heden)

### Oud-leden
- Jeff Erna - drums (1996-1997)
- Mike McColgan - zang (1996-1998)
- Rick Barton - gitaar (1996-2000)
- Spicy McHaggis (Robbie Mederios) - doedelzak (2000-2003)
- Ryan Foltz - mandoline, tinwhistle (2000-2003)
- Marc Orrell - gitaar, accordeon, piano (2000-2008)
- Scruffy Wallace - doedelzak, tinwhistle (2003-2015)

### Toerleden
- Lee Forshner - doedelzak (2014-heden)
- Kevin Rheault - gitaar (2017), basgitaar (2018-heden)

### Voormalige tourleden
- Joe Delaney - doedelzak (1998-2003)
- Mark Geanakakis - drums (2016)
- Stephanie Dougherty - zang (2005-2009, later sporadische optredens)

## Discografie
Studioalbums
- Do or Die (1998)
- The Gang's All Here (1999)
- Sing Loud, Sing Proud! (2001)
- Blackout (2003)
- The Warrior's Code (2005)
- The Meanest of Times (2007)
- Going Out in Style (2011)
- Signed and Sealed in Blood (2013)
- 11 Short Stories of Pain & Glory (2017)
- Turn Up That Dial (2021)
- This Machine Still Kills Fascists (2022)
- Okemah Rising (2023)